# Центральный (Ленинский район Перми)
 Центральный  — микрорайон в составе Ленинского района Перми.

## География
Микрорайон расположен в левобережной части города. Границами микрорайона являются на юге речка Данилиха, далее шоссе Космонавтов до Колхозной площади, далее улица Пушкина, на востоке улица 25-го Октября, на севере левый берег Камы и на западе улица Крисанова (граница с Дзержинским районом).

## История
В 1723 году у устья реки Егошиха был основан медеплавильный Егошихинский завод и этот год считается годом основания Перми. В поселке этого завода изначально было 9 домов с усадьбами. Первые дома нынешнего микрорайона Центральный были отмечены еще на карте 1735 года. В 1780 году по указу Екатерины II на базе Егошихинского завода и был учрежден губернский город Пермь. Первоначальный центр города располагался у Петропавловского собора в Разгуляе. В 1793 году на Слудской горе заложен монастырь, позднее (1845 год) здесь также появился Троицкий собор. В 1798 по 1832 года строился Спасо-Преображенский собор (ныне здесь размещается картинная галерея). После пожара 1842 года, когда в городе сгорело около 300 домов, центр города был перенесен на Сибирскую улицу. Началось быстрое развитие города на запад от Сибирской улицы.
К началу XIX века уже сложились основные площади города: главная площадь (ныне Театральный сад), Вознесенская площадь (ныне от нее остался сад им. Любимова, занимающий половину бывшей площади), Базарная площадь (позднее Черный или Хлебный рынок, ныне сквер Уральских добровольцев) и Площадь для остановки обозов (позднее Сенной рынок, ныне Октябрьская площадь). В 1846 году в городе появился театр (сначала деревянное здание), заняв половину главной площади, там, где ранее размещались торговые ряды. Южнее театра находился Гостиный двор, разрушенный уже в советский период. В 1889 году на Вознесенской площади появилась Воскресенская церковь (взорвана в 1940 году). В 1843 году на Сенной площади была открыта Троицкая единоверческая церковь (на этом месте ныне находится главный корпус ПНИПУ).
В советский период истории главными улицами города стали Комсомольский проспект и улица Ленина. Однако долгое время (по крайней мере в 1930-х годах) главной площадью города была площадь им. Окулова (ныне сквер Уральских добровольцев), именно здесь проходили митинги и демонстрации трудящихся. После реконструкции нижней части Комсомольского проспекта главной площадью города стала Октябрьская. Важной транспортной магистралью стала в 1966 после пуска Коммунального моста через Каму году улица Попова. В 1960-е годы также появились центральный универмаг на перекрестке Комсомольского проспекта и улицы Ленина и здание Дома Советов на пересечении улиц Ленина и Куйбышева. После этого можно было считать, что формирование центра города закончилось.
В постсоветский период в микрорайоне появились здания современных торговых центров (Колизей-Атриум, Колизей-Синема, МФЦ «Эспланада»), благоустроена городская Эспланада. В ряде мест методом точечной застройки возведены современные многоквартирные дома и жилые комплексы.

## Улицы
Основные улицы микрорайона: параллельно Каме (от Камы на юг) проходят улицы Монастырская, Советская, Петропавловская, Ленина, Пермская, Екатерининская, Луначарского и Пушкина. Перпендикулярно Каме проходят (с запада на восток) улицы Крисанова, Борчанинова, Попова, Осинская, Куйбышева, Комсомольский проспект, Газеты Звезда, Сибирская и 25-го Октября.

## Образование
Высшее образование: Пермский политехнический университет, Пермский институт культуры, Пермская фармацевтическая академия, Медицинский университет. До 2003 года действовал Пермский военный институт ракетных войск.
Среднее образование: средние школы № 2, 6, 21, 32; гимназии № 11, 17

## Культура
Пермский театр оперы и балета, Пермский «Театр-Театр», Пермский театр юного зрителя, театр «У моста», Пермская картинная галерея.

## Достопримечательности
Скверы:
- Театральный сад и Комсомольский сквер у оперного театра,
- сквер им. Решетникова,
- сквер им. Мамина-Сибиряка на Соборной площади,
- сквер Уральских добровольцев,
- Комсомольский сквер,
- городская Эспланада.
- Набережная Камы[2]

Церкви и мечети: Троицкий собор, Вознесенско-Феодосьевская церковь, церковь Рождества Богородицы, архиерейское подворье Храма Симеона Верхотурского, церковь Надежды баптистов, Пермская соборная мечеть.
- По улицам микрорайона проходят два популярных пеших туристических маршрута: Зелёная Линия и Красная Линия.

Памятники архитектуры:
- Духовное училище (1885, архитектор Р. И. Карвовский, ул. Газеты «Звезда», 18);
- Усадьба купца А. Г. Гаврилова (2-я половина XIX века, архитектор неизвестен, ул. Куйбышева, 6);
- Дом губернатора (Дом Прянишникова) (конец XVIII века, архитектор Г. Х. Паульсен, ул. Сибирская, 27).
- Часовня Стефана Великопермского.

Скульптурные памятники и монументы:
- памятник В. И. Ленину в Комсомольском сквере,
- памятник героям фронта и тыла,
- скульптура «Легенда о пермском медведе» около гостиниц «Урал» и «Прикамье», напротив ЦУМа,
- памятник Николаю Чудотворцу на Соборной площади,
- памятник профессору Павлу Преображенскому, открывшему на Урале первое нефтяное месторождение,
- памятник Пушкину в сквере "Сказки Пушкина",
- памятник Пастернаку,
- скульптура Пермяк солёные уши у гостиницы "Прикамье".

## Транспорт
Через микрорайон проходят многочисленные маршруты автобусов и трамваев.